# Digital Cellular System
Pour les articles homonymes, voir DCS.
DCS 1800 (Digital Cellular System ou Digital Communication System) est une norme téléphonie mobile qui fait partie des normes GSM, mais qui utilise des bandes de fréquences spécifiques.
Le DCS utilise des fréquences radio dans le sens montant de 1 710 MHz à 1785 MHz et le sens descendant de 1 805 MHz à 1 880 MHz. Chaque porteuse radio exige 200 kHz, de sorte que l'on compte 374 porteuses en DCS 1800. Les cellules DCS sont généralement utilisées dans le cadre de cellules concentriques (des cellules GSM 900 MHz contenant des cellules 1800).
Les cellules DCS ont un rayon de couverture moindre que les cellules 900. Les DCS sont employées en complément des antennes GSM 900 dans des zones urbaines denses où le trafic est important. [réf. souhaitée] On les retrouve sous forme de MacroBTS (Base Transceiver Station) et microBTS.
La coordination des diverses stations de base dans les réseaux hiérarchiques (panoplie de cellules macro à 900 MHz, 1 800 MHz et de pico cells à 1 800 MHz) représente une tâche essentielle pour assurer le maintien de la qualité de service (QoS). 

## Évolution de la bande DCS1800
La bande de fréquence 1 800 MHz utilisée en 2G est en cours d'évolution. En effet les opérateurs tels que Orange, Bouygues, SFR et Free mobile implémentent de la LTE sur la bande 1800.
Ceci est possible grâce à un refarming des canaux BCCH et TCH qui consiste à réduire le nombre de ces canaux utilisés en 2G, afin de libérer des sous-bandes de fréquence pour implémenter la LTE 1800 sur la bande de fréquence des 1 800 MHz.